# خامه سالاد
خامه سالاد یک چاشنی خامه ای و زرد کم رنگ است که بر پایه امولسیون حدود ۲۵ تا ۵۰ درصد روغن در آب است که توسط زرده تخم مرغ امولسیون شده و توسط سرکه اسیدی شده‌است. از نظر ترکیب تا حدودی شبیه سس مایونز است و ممکن است شامل مواد دیگری مانند شکر، خردل، نمک، غلیظ کننده، ادویه جات، طعم دهنده و رنگ کننده باشد. اولین محصول تجاری آماده در سال ۱۹۱۴ در انگلستان معرفی شد، که در آنجا به عنوان سس سالاد و ساندویچ پخش می‌شود.
از نظر تاریخی، خامه سالاد، که اغلب در منابع ویکتوریایی ذکر شده‌است، شامل «تخم مرغ پخته شده با خامه، خردل، نمک و سرکه» بود
.

## برندها
در بریتانیا، توسط شرکت‌هایی از جمله هاینز و Crosse & Blackwell تولید شده‌است. خامه سالاد هاینز اولین برندی بود که به‌طور انحصاری برای بازار انگلستان توسعه یافت. هنگامی که برای اولین بار در آشپزخانه‌های هارلسدن هاینز در سال ۱۹۱۴ ساخته شد، با دست تهیه شد. کوزه‌ها در بشکه‌های پوشیده از نی بسته‌بندی شدند که در هر بشکه ۱۲ دوجین قرار داشت. سهمیه ۱۸۰ دوجین شیشه در روز بود، با نیم پنی یک دوجین پاداش اگر نیروی کار بتواند هدف را شکست دهد.